# Леди Четерли (филм из 2006)
Леди Четерли (фр. Lady Chatterley) је француски играни филм из 2006. године снимљен према роману британског писца Дејвида Херберта Лоренса Љубавник леди Четерли. Филм је режирала француска режисерка и сценариста Паскал Феран (фр. Pascale Ferran).

## Радња
Филм Леди Четерли говори о страственој вези између шумара и жене која је удата за парализованог богаташа.
Из Великог рата на своје имање у близини Шефилда, вратио се Клифорд Четерли парализован испод струка. О њему брине и негује га његова млада жена Констанца. Временом и она постаје беживотна и уморна. Доктор јој саветује да мора више времена да проводи на ваздуху. Констанца налази уточиште у колиби у којој је Паркин, чувар имања. Ускоро њих двоје постају љубавници. Обоје постају пуни животне енергије, али разлика у сталежу и друштвеним улогама које играју превелика је и љубавници не знају како да је превазиђу.

## Улоге
| Главне улоге         | Главне улоге        |
| Глумац               | Улога               |
| -------------------- | ------------------- |
| Марина Хендс         | Констанца Четерли   |
| Jean-Louis Coulloc'h | Паркин              |
| Hippolyte Girardot   | Сер Клифорд Четерли |
| Hélène Alexandridis  | Госпођица Болтон    |
| Hélène Fillières     | Хилда               |
| Bernard Verley       | Сер Малколм         |

## Прикaзивање
Филм је прву биоскопску пројекцију имао 1. новембра 2006. године.

## Награде
На додели награде Француске филмске академије Цезар, 2007. године, филм је добио пет награда:
- за најбољу глумицу (Марина Хендс)
- за најбољу адаптацију (Pascale Ferran, Roger Bohbot, Pierre Trividic)
- за најбоље костиме Marie-Claude Altot
- за најбољу кинематографију Julien Hirsch
- за најбољи француски филм (продуцирао Жил Сандозу у режији Паскал Феран)

Филм је био номинован за још четири награде: за најбољу младу глумицу (Марина Хендс), за најбољу музичку нумеру (Jean-Jacques Ferran, Nicolas Moreau, Jean-Pierre Laforce), најбољу продукцију (François-Renaud Labarthe), и за најбољег редитеља (Паскал Феран).